# Adrien-Mehdi Monfray
Adrien-Mehdi Monfray, né le 20 décembre 1990 à Nice, est un footballeur français  qui évolue au poste de défenseur central à l'ESTAC Troyes.

## Carrière
Né en France, Adrien Monfray est d'origine algérienne. Il passe par les équipes jeunes de l'OGC Nice et de l'AS Monaco, avant de commencer sa carrière senior en Corse, à Corte en CFA2, puis au CA Bastia, avec lequel il accède à la Ligue 2 et signe son premier contrat professionnel, à 22 ans.
Après la relégation du CA Bastia en National à l'été 2014, il signe au Stade lavallois. Il s'installe définitivement au poste de sentinelle lors de la saison 2015-2016. En 2017 Laval est relégué et Monfray quitte le club pour rejoindre l'US Orléans, où il contribue au maintien confortable du club deux saisons de suite. Polyvalent, il est aussi performant en latéral droit qu'en charnière centrale.
En 2019 il s’engage au GF38. Il devient meilleur défenseur de Ligue 2, un an plus tard. En 2021 il dispute les barrages d'accession à la Ligue 1. Après une victoire face au Paris FC, Grenoble s'incline à Toulouse.

## Statistiques
| Saison                | Club                  | Championnat           | Championnat | Championnat | Coupe nationale | Coupe nationale | Coupe de la Ligue | Coupe de la Ligue | Total | Total |
| Saison                | Club                  | Division              | M.          | B.          | M.              | B.              | M.                | B.                | M.    | B.    |
| 2012-2013             | CA Bastia             | National              | 37          | 1           | 5               | 1               | -                 | -                 | 42    | 2     |
| 2013-2014             | CA Bastia             | Ligue 2               | 26          | 0           | 2               | 0               | -                 | -                 | 28    | 0     |
| Sous-total            | Sous-total            | Sous-total            | 63          | 1           | 7               | 1               | -                 | -                 | 70    | 2     |
| 2014-2015             | Stade lavallois       | Ligue 2               | 25          | 0           | 1               | 0               | 3                 | 0                 | 29    | 0     |
| 2015-2016             | Stade lavallois       | Ligue 2               | 34          | 1           | 3               | 0               | 3                 | 1                 | 40    | 2     |
| 2016-2017             | Stade lavallois       | Ligue 2               | 19          | 1           | 2               | 0               | 2                 | 0                 | 23    | 1     |
| Sous-total            | Sous-total            | Sous-total            | 78          | 2           | 6               | 0               | 8                 | 1                 | 92    | 3     |
| 2017-2018             | US Orléans            | Ligue 2               | 17          | 1           | -               | -               | 1                 | 0                 | 18    | 1     |
| Sous-total            | Sous-total            | Sous-total            | 17          | 1           | -               | -               | 1                 | 0                 | 18    | 1     |
| Total sur la carrière | Total sur la carrière | Total sur la carrière | 158         | 4           | 13              | 1               | 9                 | 1                 | 180   | 6     |